# Leonardo Alenza

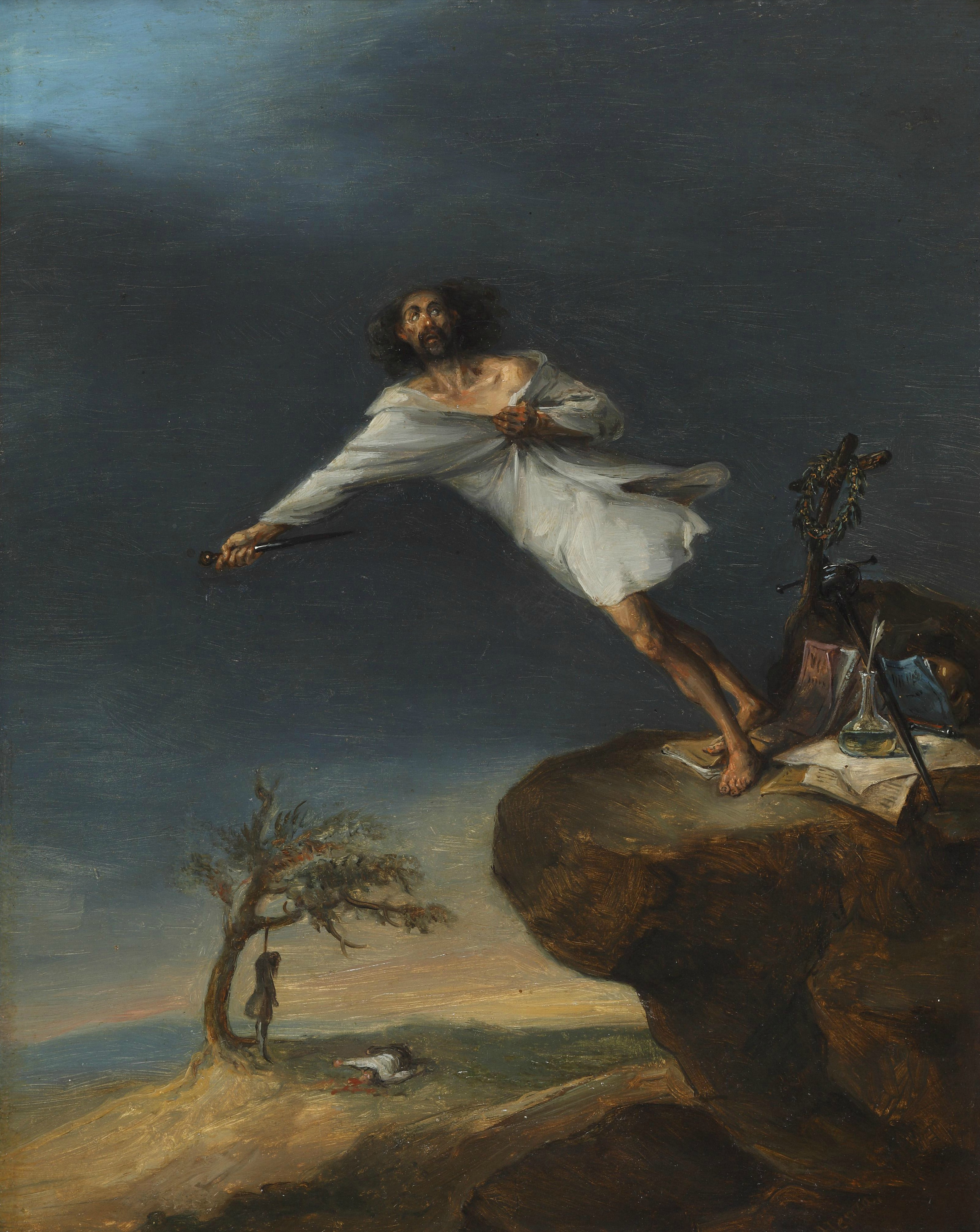
Satyra na romantyczne samobójstwo (ok. 1839)

Leonardo Alenza y Nieto (ur. 6 listopada 1807 w Madrycie, zm. 30 czerwca 1845 tamże) – hiszpański malarz i rysownik okresu romantyzmu.
Był synem urzędnika, przez całe życie miał problemy finansowe i żył bardzo skromnie. Studiował na Królewskiej Akademii Sztuk Pięknych św. Ferdynanda w Madrycie, a w 1842 został jej członkiem. Malował niewielkie obrazki o tematyce ludowej ukazujące ówczesne obyczaje oraz znakomite portrety. Od Francisca Goi przejął sposób ujmowania tematów.

## Wybrane dzieła
- Autoportret -  57 x 46 cm, Prado, Madryt
- Kara -  33 x 24 cm, Prado, Madryt
- Lalkarz galicyjski -  32 x 25 cm, Prado, Madryt
- Satyra na romantyczne samobójstwo -  ok. 1839, 36,5 × 28,5 cm, Museo Romántico, Madryt
- Satyra na romantyczne samobójstwo -  35 × 26 cm, Museo Romántico, Madryt (inna wersja)
- Weteran opowiadający o swoich przygodach -  48 x 59 cm, Prado, Madryt
- Wiatyk -  1840, Prado, Madryt
- Zemsta (Zasadzka) -  32 x 24 cm, Prado, Madryt